# 피라냐 (1978년 영화)
《피라냐》(영어: Piranha)는 1978년 미국에서 제작된 공포 영화이다. 조 단테이가 연출하고, 브래드퍼드 딜먼, 헤더 멘지스, 케빈 매카시, 키넌 윈, 딕 밀러, 바버라 스틸 등이 출연하였다. 미군이 군사 목적으로 변형, 양식한 피라냐가 강물에 흘러들면서 벌어지는 재난을 다루었다.
미국 B급 영화 대부 로저 코먼이 총괄 제작으로 참여한 이 영화는 스티븐 스필버그 감독의 해양 스릴러 《죠스》(1975)의 모방작으로 널리 알려져 있다. 후에 컬트 영화화되었다. 상업 측면에서 성공을 거두면서 속편 《피라냐 2》(1982)가 제작되었다. 또한 리메이크가 1995년과 2010년 총 두 편 만들어졌으며, 2010년 리메이크작 《피라냐 3D》는 자체 속편 《피라냐 3DD》(2012)로 이어졌다.
이후 《그리즐리》 같은 B급 영화가 잇달아 제작되었다.

## 줄거리
십대 한 쌍이 한밤중에 폐쇄된 군사 시설물에 잠입하여 알몸으로 수영을 하던 중 정체불명의 생명체로부터 습격을 받는다.
이에 행방 불명된 채무자 수색 전문 회사에서 수색원 매기(헤더 멘지스 분)가 파견되고, 인근 지리를 잘 아는 변경 삼림 지대 술고래 폴(브래드퍼드 딜먼 분)이 안내 역이 되어 함께 일대를 뒤진다. 이들은 군사 시설에 진입하여 버려진 군용 물고기 부화장에서 유리병에 담긴 기형종 등 옛 군사 실험 흔적을 발견한다.
매기는 시설에 설치돼있던 수조 바닥을 확인하기 위해 수조에 차있던 소금물을 빼내고, 바닥에서 해골이 발견된다. 이때 한 남성이 나타나 매기를 저지하려다가 실패한다. 이 남성은 본인을 로버트 호크 박사라고 소개하고, 매기가 부지불식간에 피라냐들을 강으로 방출했음을 밝힌다.
베트남 전쟁 시절 미군은 레이저티스 작전을 수행하였다. 이는 북베트남의 차가운 물을 견딜 수 있는 탐욕스런 거대 육식성 피라냐를 개발해 베트콩을 혼란에 빠뜨리고 발을 묶는다는 계획이었다. 피라냐를 양식하던 중 전쟁이 종식되면서 프로젝트는 버려졌지만 변종 피라냐들이 살아남자 과학자들이 이를 계속 키우고 있었던 것이다.
이들은 댐의 배수로를 개방하지 않게 막는 일에는 성공하지만 피라냐들은 댐을 빗겨 돌아가는 지류를 통해 여름 학교와 휴양지에 다다라 사람들을 죽인다.
제련소의 산업 폐기물로 피라냐들을 죽인 뒤 대중 상대로 사건이 유야무야 덮어진다.

## 출연
- 브래드퍼드 딜먼 - 폴 그로건 역. 매기를 도와 피라냐와 싸운다.
- 헤더 멘지스 - 매기 머가원[6] 역. 실종자를 찾아나섰다가 피라냐와 사투를 벌인다.
- 케빈 매카시 - 로버트 호크 박사 역
- 키넌 윈 - 잭 역
- 딕 밀러 - 벅 가드너 역
- 바버라 스틸 - 맨저스 박사 역. 피라냐 실험 프로젝트 책임자.
- 벌린다 벌래스키 - 베치 역
- 멜로디 토머스 스콧 - 로라 디킨슨 역
- 브루스 고든 - 왝스먼 대령 역. 피라냐 방류 사태를 책임지게 된 미군 지휘자.
- 폴 바텔 - 듀몬트 역

## 기타 제작진
- 총괄 제작: 로저 코먼
- 공동 제작: 쓰쿠바 히사코

## 출시
- 2010년 8월 3일, 3D 영화 피라냐 3D개봉에 맞춰 미국에서는 DVD와 블루레이가 로저 코먼 컬트 클래식 타이틀로 출시되었다.

## 같이 보기
- 킬러 케이트 (1979)
- 피라냐 (2010)